# Ödön Zichy (1811–1894)
Ödön (Edmund) Zichy, född 19 juni 1811, död 27 januari 1894 i Wien, var en ungersk greve och konstsamlare. Han var far till Jenő Zichy.
Zichy var först officer, men ägnade sig sedan åt sina gods och främjandet av konst och konstindustri i Österrike. Han var 1856 och 1867 österrikisk kommissarie vid världsutställningarna i Paris, ägde stora konstsamlingar och grundlade Orientaliska museet i Wien.